# كاميشوار براساد
كاميشوار براساد طبيب أعصاب وباحث طبي وأكاديمي هندي يتولى منصب رئيس قسم علم الأعصاب في معهد عموم الهند للعلوم الطبية بنيودلهي. معروف بالدعوة إلى الطب المبني على البراهين والإثبات المستند على الرعاية الصحية. منحت حكومة الهند له وسام بادما شري وهو رابع أعلى وسام مدني في عام 1991.

## السيرة
تخرج براساد في الطب من معهد راجندرا للعلوم الطبية حيث حصل على جائزة أفضل متخرج طب للعام مما جعله يحصل على شهادتي طب من معهد عموم الهند للعلوم الطبية عامي 1983 و1985. بدأ حياته المهنية من خلال الانضمام لمعهد عموم الهند للعلوم الطبية حيث حصل أيضا على درجة الماجستير في علم الأوبئة السريرية والبحوث الصحية المنهجية من جامعة ماكماستر بكندا في عام 1993 وسلك المسار باعتباره زميل السريرية (الإكلينيكية) في شبكة علم الأوبئة الهندي. في معهد عموم الهند للعلوم الطبية أسس وشارك في عيادة السكتة الدماغية في عام 1995 ومع إدارة السكتة الدماغية في الهند على مختلف المستويات بما في ذلك رئيس المجلس الاستشاري العلمي من منطقة لوحة تسجيل السكتة الدماغية التي شكلها المجلس الهندي للأبحاث الطبية كما دعا لإدارة المبادئ التوجيهية للسكتة الدماغية الوطنية.
برئاسة براساد أجرى فريق البحث في معهد عموم الهند للعلوم الطبية دراسة على ممارسات إدارة الأمراض العصبية في المستشفيات في الهند في عام 2012 لتطور المبادئ التوجيهية لتوحيد تعاطي المخدرات في الهند. براساد هو الباحث الرئيسي للدراسة المشتركة التي أجرتها ومن المتوقع أن تغطي 15 ألف من الأشخاص الأصحاء وتقديم ما يصل إلى معهد عموم الهند للعلوم الطبية وجامعة إراسموس روتردام لتتبع عوامل خطر الإصابة بالجلطة الدماغية والتدهور الإدراكي لدى الناس الأكبر من 50 سنة. الدراسة هي الأولى من نوعها في الهند في خمس سنوات. كما قامت بالعديد من التجارب السريرية على العلاج بالخلايا الجذعية وهو عضو في اللجنة العصبية الأساسية للمجلس الهندي للأبحاث الطبية. عندما وزارة الصحة في البحرين أنشأ قسم العلوم العصبية السريرية وشغل منصب الرئيس.
براساد المعروف باهتمامه في إدارة السكتة الدماغية والطب المبني على البراهين هو أيضا عضو في مجلس إدارة مؤتمر إي بي إتش سي الدولي. كما حصل على عضوية فريق الميسرين الثلاثة عشر في آسيا والمحيط الهادئ للأدلة الطبية المستندة وورشة عمل ومؤتمر عن التمريض الذي عقد في سنغافورة في يناير 2015. كما حصل على عضوية الشبكة السريرية للوبائيات التابعة لشبكة علم الأوبئة السريرية الهندية (الإكلينيكية) وشغل منصب رئيس تحرير كوكرين التنفسية الحادة المجموعة العدوى لفترتين وعضو هيئة تحرير الأعصاب العملي والحكم في العديد من المجلات الدولية. دعته جامعة أوكسفورد للعمل بروفيسور زائر في ثلاث مناسبات في حين كان يعمل بروفيسور زائر في جامعة ماكماستر بكندا وجامعة الخليج العربي في عشر مناسبات لكل منهما وفي جامعة سنغافورة الوطنية سبع مرات. سجلت له أبحاث وملاحظات عن طريق عدة مقالات نشرت في مجلات علمية وكان هو صاحب أساسيات الطب المبني على البراهين. منحته الحكومة الهندية في عام 1992 وسام بادما شري مع مرتبة الشرف في العيد الوطني وانتخب كزميل في الأكاديمية الوطنية للعلوم الطبية في عام 2011 .